# Notre pauvre cœur
Pour plus de détails, voir Fiche technique et Distribution.
Notre pauvre cœur est un film muet français réalisé par Louis Feuillade et Léonce Perret, sorti en 1916.

## Fiche technique
- Réalisation : Léonce Perret et Louis Feuillade
- Scénario : Louis Feuillade
- Photographie : Georges Specht
- Société de production : Société des Établissements L. Gaumont
- Pays d'origine : France
- Format : Muet - Noir et blanc - 1,33:1 - 35 mm
- Métrage : 1 485 m
- Date de sortie : 
  - France : novembre 1916

## Distribution
- Alice Ael
- Amélie de Pouzols
- Georges Flateau
- Berthe Jalabert
- Maurice Luguet
- Jeanne Marnac
- Gaston Michel